# Giuseppe Gabellone
Giuseppe Gabellone, né en 1973 à Brindisi en Italie, est un artiste plasticien italien. Il vit et travaille à Paris et Milan.

## Biographie
Giuseppe Gabellone fait ses études à l'Accademia di Belle Arti de Bologne avant de poursuivre à l’Accademia di Belle Arti di Brera de Milan jusqu’en 1995 où il développe sa pratique sculpturale et photographique. En combinant ces deux médiums, Giuseppe Gabellone crée la base de sa propre synthèse entre surréalisme, art contemporain et art baroque. Il fait partie d'une génération d'artistes qui a reçu tant l'héritage de la déconstruction de l’Arte Povera que le néo-classicisme de la Trans-avant-garde. Son œuvre est présentée pour la première fois à un public international à la Biennale de Venise par Germano Celant en 1997 .
Au cours des années 1990, Giuseppe Gabellone combine dans son travail sculpture et photographie et à partir de quoi il crée la base de sa propre synthèse. Dans ses premières photographies de sculptures (Stanza Lucida, 1994 ; Vasca, 1996 ; Cactus, 1996), il introduit un élément fondamental de son travail qui est la relation d’immobilité qu’il entretient avec le temps. La sculpture, photographiée et détruite après la prise de vue, devient matière et en même temps la forme qui se cristallise dans une image. 
Depuis le début des années 2000, il étudie plusieurs types de sculpture murale et réinterprète le bas-relief traditionnel italien. Dans la série des Giapponesi (2003) et dans La giungla (2004), la saturation de la surface et la multiplication des signes, volumes et figures, troublent les frontières entre l'image et l'objet entre bi-dimensionnalité et tridimensionnalité, entre immobilité et narration.  
Le travail de Giuseppe Gabellone est parfois comparé à certaines œuvres de Umberto Boccioni, à l’Art nouveau et aux Vénus préhistoriques. Il a élaboré des techniques originales, expérimentant divers matériaux, de l'argile crue aux résines synthétiques, de l'aluminium au tissu en passant par le tabac et, entre autres, le bamboo.
Giuseppe Gabellone est représenté par Greengrassi à Londres, Art : Concept à Paris et Zeroà Milan.

## Collections publiques
- Centre Georges-Pompidou, Paris, France
- Inhotim Institute, Brumadinho, Brazil
- Musée d'Art contemporain de Chicago, États-Unis
- GaMeC – Galleria d’Arte Moderna e Contemporanea di Bergamo/IT
- FRAC Limousin, Limoges, France
- MAXXI, Rome, Italie
- MAMbo, Museo d’Arte Moderna di Bologna/IT
- Fondazione Sandretto Re Rebaudengo, Turin, Italie
- Generali Foundation, Vienne, Autriche
- Groeninghe Art Collection

## Expositions personnelles
- Art : Concept, Paris, 2019.
- ZERO..., Milan, 2018.
- Giuseppe Gabellone, Fondazione Memmo, Rome, 2017.
- Greengrassi, Londres, 2014 et 2017.
- Soir Bleu, ZERO..., Milan, 2013-2014.
- Giuseppe Gabellone, GAMeC, Bergamo, 2013.
- Galerie Perrotin, Paris, 2011.
- Studio Guenzani, Milan, 2010.
- Galerie Martin Janda, Vienne, 2009.
- Galerie Perrotin, Paris, 2009
- Greengrassi, Londres,  2008.
- Giuseppe Gabellone, Domaine de Kerguéhennec, Bignan, 2008.
- Studio Guenzani, Milan, 2008.
- Greengrassi, Londres, 2006.
- Galerie Perrotin, Paris, 2006.
- Galerie Martin Janda, Wien, 2005
- Guenzani via Melzo, Milano, 2005
- Galerie Perrotin, Paris, 2004.
- Studio Guenzani, Milano, 2003
- Greengrassi, London, 2003
- Giuseppe Gabellone, Musée d'art contemporain de Chicago, 2002-2003[10]
- Galerie Martin Janda, Wien, 2001
- Giuseppe Gabellone, Fondazione Sandretto Re Rebaudengo, Palazzo Re Rebaudengo, Guarene d’Alba, 2000[11]
- Greengrassi, Londres, 2000
- Giuseppe Gabellone, FRAC Limousin, Limoges, 1999
- Giuseppe Gabellone e Kcho, Studio Guenzani, Milano, 1998
- Studio Guenzani, Milan, 1996

## Selection d'expositions collectives
- Quadriennale de Rome, Rome, 2020
- Notti magiche, Fondation Sandretto Re Rebaudengo, Turin, 2019
- Kronos e Kairos, Parco Archeologico del Colosseo, Palatino, Rome, 2019
- Sanguine – Luc Tuymans on Baroque, Fondation Prada, Milan, 2018[12]
- The Mobility of facts, Bloomberg Space, Londres, 2016
- Ennesima.Una mostra di sette mostre sull'arte italiana, Triennale, Milan, 2015
- Animal Mineral Vegetable, Andrew Kreps Gallery, New York, 2014
- The Camera’s Blind Spot, MAN - Museo d’Arte provincia di Nuoro, Nuoro, 2013
- Nouvelles Impressions de Raymond Roussel, Palais de Tokyo, Paris, 2013[13]
- Paradoxycal Skin, Galleria d’Arte Moderna, Turin, 2010
- Sindrome Italiana, Le Magasin, Grenoble, 2010
- Primeira e Ultima, Notas sobre o Monumento, São Paulo, 2010
- Mimesi permanente. Una mostra su simulazione e realismo, Galleria d’Arte Moderna, Turin, 2010
- 21 x 21, Fondazione Sandretto Re Rebaudengo, Turin, 2010
- Espellos/Mirrors, Marco, Museo de Arte Contemporanea, Vigo, 2009
- Die Moderne als Ruine, Fondation Generali, Vienne, Autriche et Kunsmuseum Lichtenstein, Vaduz, 2009
- Beaufort 03. Art by sea, Triennial of contemporary art, littoral de Coq-sur-mer et Kunstmuseum aan zee, 2009
- Le travail de rivière, Le Credac, Ivry sur Seine, 2009
- Legend, Domaine Départemental de Chamarande, Chamarande, 2008
- Italics: Italian Art between Tradition and Revolution, 1968-2008, Palazzo Grassi, Venise, 2008
- Mentalgrafie, Viaggio nell'arte contemporanea italiana, Musée d'Art de Tel Aviv, Tel Aviv, 2007
- Apocalittici e integrati, MAXXI, Rome, 2007
- MCA Exposed: Defining Moments in Photography, 1967–2007, Musée d'art contemporain de Chicago, Chicago, 2007
- Camera con vista, Palazzo Reale, Milan, 2007
- Start@Hangar, Arte a Milano, HangarBicocca, Milan*, 2006
- Sweet Crisis, Villa Manin Centro Arte Contemporanea, Codroipo, 2005
- Skulptur. Prekaerer Realismus zwischen Melancholie und Komik, Kunsthalle Wien, Vienne, 2004*
- C'est arrivé demain, Biennale d'art contemporain de Lyon 2003, Lyon, 2003
- Sogni e Conflitti. La Dittatura dello Spettatore, Biennale de Venise, Venise, 2003
- New Works : 02.3, ArtPace, San Antonio, Texas, 2002
- Museum of 100 Days, documenta 11, Cassel, 2002
- Chain of visions, Hara Museum of Contemporary Art, Tokyo, 2001
- Squatters, Museu Serralves, Porto, Portugal et Witte de With Center for Contemporary Art, Rotterdam, 2001
- Over the Edges, SMAK, Gent, 2000
- XI Sydney Biennial, Sydney, 1998
- Delta, Musée d'Art moderne de la ville de Paris, Paris, 1997
- Truce: Echoes of Art in an Age of Endless Conclusions, Site Santa Fe, Santa Fe, 1997
- Futuro, Presente, Passato, XLVII Biennale de Venise, Venise, 1997
- Campo 6. II Villaggio a Spirale, Galleria Civica d'Arte Moderna, Turin, Italie et Bonnefanten Museum, Maastricht, 1996
- Aperto/Italia '95, Trevi Flash Art Museum, Trevi, 1995
- VHS, Palazzina Liberty, Milan, 1994